# 켄 마스터즈
켄 마스터즈(영어: Ken Masters, ケン・マスターズ)는 캡콤의 《스트리트 파이터》 시리즈에 등장하는 가상의 인물이다. 《스트리트 파이터》 시리즈의 주인공 류의 가장 절친한 동료이자 경쟁상대이다. 류와 마찬가지로 승룡권 무술을 사용하며 세계 각지의 싸움꾼들과 겨뤄 수련하는 것이 목표이다.

## 모습
《스트리트 파이터》 1편부터 켄은 목까지 내려오는 염색 금발을 하고 붉은 도복과 검은띠를 착용한 모습으로 꾸준히 그려졌다.

## 참조

### 내용주
1. ↑  《스트리트 파이터 알파》 시리즈, 《스트리트 파이터 EX》, 《스트리트 파이터 EX 3》, 《슈퍼 퍼즐 파이터 II 터보》, 《엑스맨 vs. 스트리트 파이터》, 《마블 슈퍼 히어로즈 vs. 스트리트 파이터》, 《포켓 파이터》, 《남코×캡콤》
2. ↑  《스트리트 파이터 III: 서드 스트라이크》, 《마블 vs. 캡콤 2》, 《SNK vs. 캡콤》 시리즈, 《스트리트 파이터 IV》, 《스트리트 파이터 X 철권》, 《프로젝트 크로스 존》 시리즈, 《주먹왕 랄프》, 《스트리트 파이터 V》, 《슈퍼 스매시브라더스 얼티밋》
3. ↑  일본어 한자로 켄(拳), 전체 성명은 불명.